# Vale das Fontes
Vale das Fontes é uma povoação portuguesa sede da Freguesia de Vale das Fontes do Município de Vinhais, freguesia com 16,65 km² de área e 262 habitantes (censo de 2021), tendo, por isso, uma densidade populacional de 15,7 hab./km².

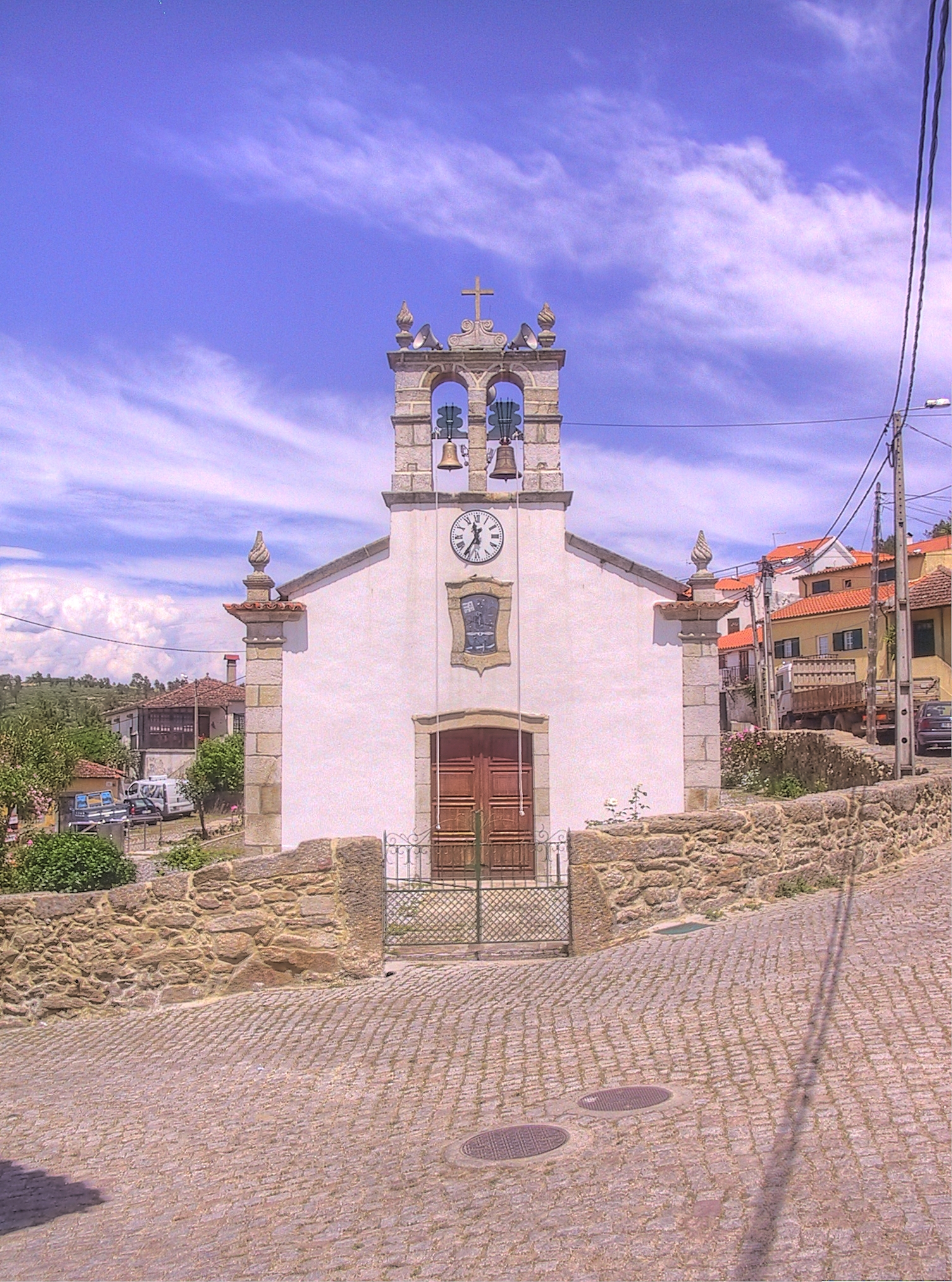
Igreja Matriz de Vale das Fontes.

Além da sede, a Freguesia de Vale das Fontes engloba as aldeias de Nuzedo de Baixo e o Bairro das Assearas (Minas). Estas aldeias pertencem à chamada "terra quente". O azeite e o vinho são os principais produtos agrícolas. O rio Tuela, um afluente do rio Tua, atravessa o seu território através de vales profundos e muito férteis.

## Demografia
A população registada nos censos foi:
| Distribuição da População por Grupos Etários | Distribuição da População por Grupos Etários | Distribuição da População por Grupos Etários | Distribuição da População por Grupos Etários | Distribuição da População por Grupos Etários |
| -------------------------------------------- | -------------------------------------------- | -------------------------------------------- | -------------------------------------------- | -------------------------------------------- |
| Ano                                          | 0-14 Anos                                    | 15-24 Anos                                   | 25-64 Anos                                   | > 65 Anos                                    |
| 2001                                         | 44                                           | 55                                           | 201                                          | 130                                          |
| 2011                                         | 20                                           | 24                                           | 148                                          | 155                                          |
| 2021                                         | 11                                           | 10                                           | 102                                          | 139                                          |

## Património
- Igreja Paroquial de Vale das Fontes
- Igreja de Nuzedo de Baixo
- Capela do Senhor dos Aflitos

## Heráldica
Escudo de vermelho, três fontes heráldicas alinhadas em faixa, entre uma faca de prata e uma palma de ouro, passada em aspa, em chefe e um cesto de vime, de ouro, em ponta. Coroa mural de prata de três torres. Listel branco, com a legenda a negro: "VALE DAS FONTES".
Bandeira: De amarelo, cordões e borlas de ouro e vermelho. Haste e lança de ouro.

## Economia
As atividades económicas da povoação são a agricultura, serralharia civil, oficina mecânica, mini-hídrica da Torga.

## Gastronomia
Na gastronomia local destacam-se o fumeiro regional e as cascas.

## Locais de interesse turístico
- Serra da Muralha
- Mini-hídrica da Torga

## Fauna
- Coelho, perdiz, javali, tordo, lebre, águia-real

## Flora
O ecossistema local é constituído por giesta, pinheiro bravo, carrasco, ervideiro e sobreiro.

## Cursos de água
Vale das Fontes é atravessado pelo Rio Tuela e pelo ribeiro da Soutilha Velha.